# Antonia Tryphaena
Antonia Tryphaena, ofta kallad enbart Tryphaena av Thrakien, född 10 f.Kr, död 55 e.Kr, var drottning och medregent över den romerska klientstaten Thrakien tillsammans med sin son Rhoemetalces II från 18 till 38 e.Kr. 

## Biografi

### Tidigt liv
Antonia Tryphaena var dotter till de romerska klientmonarkerna Polemon Pythodoros och Pythodorida I av Pontus. Hon var syster till Zenon, som blev romersk klientkung i Armenien under namnet Artaxias III, och Polemon II av Pontus, som blev Roms sista klientmonark i Pontus. Genom sin romerska mormor Antonia var hon det tredje barnbarnsbarnet till Marcus Antonius och hans andra maka och kusin Antonia Hybrida Minor. Hennes far avled 8 f.Kr och hennes mor gifte sig med kung Archelaus av Kappadokien, vid vars hov hon och hennes syskon växte upp. 

### Drottning och regent
Antonia Tryphaena gifte sig med Cotys VIII av Thrakien, son till de romerska klientmonarkerna Rhoemetalces I och Pythodoris I, någon gång före år 12. När hennes svärfar avled år 12 efterträddes han av hennes make som klientmonark i Thrakien. Efter kejsar Augustus' död år 14 finansierade hon restaureringen av staden Cyzicus i Anatolien som tack till Augustus. Vid samma tidpunkt utbröt tronstrider i Thrakien, då hennes makes farbror Rhescuporis II, som styrde den andra halvan av Thrakien, krävde hela landet under sig. 
År 18 tillfångatogs Cotys av sin farbror och mördades, och Antonia Tryphaena flydde med sina barn till Cyzicus. Samma år ställde kejsar Tiberius Rhescuporis II inför rätta för mord inför den romerska senaten och inbjöd Antonia Tryphaena att närvara. Hon anklagade honom då för att ha tvingat Cotys och fly från sitt rike och slutligen för att ha mördat honom. Tiberius' avsatte Rhescuporis II och dömde honom till livstid exil i Alexandria i Egypten. Där dödades han snart av romerska soldater då han försökte fly. 
Antonia Tryphaena och hennes son Rhoemetalces II tilldömdes styret över hela Thrakien i samregering. De regerade tillsammans fram till 38.

### Senare liv
Efter sin sons död år 38 abdikerade hon på begäran av kejsar Caligula och efterträddes av sin dotter Pythodoris II och dennas make och kusin; Rhescuporis II:s son Rhoemetalces III, som blev de sista monarkerna av Thrakien innan det blev en romersk provins år 46. Själv utnämndes Antonia Tryphaena av Caligula till prästinna i kulten av Julia Drusilla i Rom och år 42 till prästinna för kulten av Livia Drusilla. 
Efter sin abdikation levde Antonia Tryphaena i Cyzicus i Anatolien, där hon förde en livstid inspirerad av kejsarinnan Livia som blev ett exempel för andra elitkvinnor i regionen. Enligt en uppgift ska Antonia Tryphaena möjligen ha konverterat till kristendomen omvänd av Aposteln Paulus, ett rykte som uppkommit på grund av att Paulus hade en lärjunge vid namn Tryphaena i just Cyzicus.

## Barn
1. Rhoemetalces II, monark 18-38
2. Gepaepyris, gift med Tiberius Julius Aspurgus av Bosporen
3. Cotys IX, klientkung i Lilla Armenien 38-47
4. Pythodoris II av Thrakien, Thrakiens sista monark 38-46.